# Saadnayel
 (novembre 2018).
Si vous disposez d'ouvrages ou d'articles de référence ou si vous connaissez des sites web de qualité traitant du thème abordé ici, merci de compléter l'article en donnant les références utiles à sa vérifiabilité et en les liant à la section « Notes et références ».
Saadnayel en arabe (سعدنايل) est un village (majoritairement musulman  sunnite) du district de Zahlé, à environ 45 km de la capitale, Beyrouth, dans la vallée de la Bekaa au Liban, située sur la route Beyrouth-Zahlé aux confins du Birdawni, un affluent du Litani.
Elle compte environ 11 000 habitants l'hiver, jusqu’à 20 000 l'été, à majorité sunnites.

## Histoire
Les historiens pensent que le village a été fondé au Ier millénaire av. J.-C. ; cependant, l'histoire moderne commence avec l'arrivée dès le VIe siècle de famille d'agriculteurs principalement issues des Nomades syriens ou des habitants du mont Liban. La première famille était la famille Chehimi. L'architecte Khaled Nagi Chehimi étant le plus connu. Saadnayel prit son nom par rapport aux Chehimi.
La ville a joué un rôle important dans l'histoire de la Résistance du Front national au Liban et en Palestine dans les années 1970 jusqu'à la fin des années 1980.
Elle fut âprement disputée pendant la guerre civile en 1975–1976 en raison de sa situation stratégique. Elle fut en juin 2008 le théâtre de combats entre le Hezbollah et les militants du village.
Dès l'éclatement de la révolution syrienne, Saadnayel subit un afflux massif de réfugiés syriens, estimés aujourd'hui à plus de 5 000 en même temps que la montée de la tension interconfessionnelle provoquée par l'intervention du Hezbollah en Syrie.

## Climat
| Mois                              | jan. | fév. | mars | avril | mai | juin | jui. | août | sep. | oct. | nov. | déc. | année |
| --------------------------------- | ---- | ---- | ---- | ----- | --- | ---- | ---- | ---- | ---- | ---- | ---- | ---- | ----- |
| Température minimale moyenne (°C) | −4   | 0    | 3    | 6     | 11  | 14   | 19   | 18   | 12   | 7    | 2    | −2   | 7,17  |
| Température moyenne (°C)          | 2    | 5    | 8    | 12    | 17  | 21   | 26   | 26   | 20   | 14   | 8    | 3    | 13,5  |
| Température maximale moyenne (°C) | 10   | 11   | 13   | 19    | 25  | 31   | 37   | 35   | 27   | 20   | 15   | 9    | 21    |
| Record de froid (°C)              | −11  | −7   | −3   | −2    | 3   | 6    | 8    | 11   | 7    | 1    | −4   | −5   | −11   |
| Record de chaleur (°C)            | 23   | 19   | 26   | 32    | 35  | 41   | 44   | 43   | 38   | 33   | 27   | 18   | 44    |

Saadnayel connaît un climat méditerranéen aux légères influences continentales, en raison de son altitude et de sa location dans l'ombre pluviométrique du mont Liban. Les étés sont chauds et secs, et les hivers frais et plutôt pluvieux, avec de grosses chutes de neige.

## Galerie

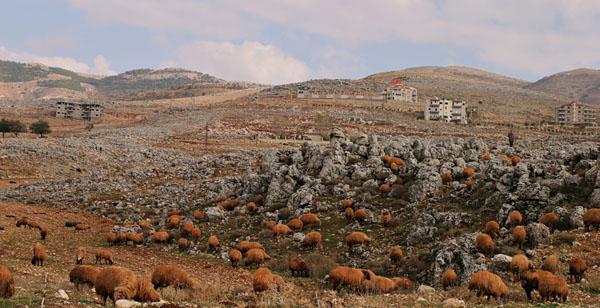
Saadnayel
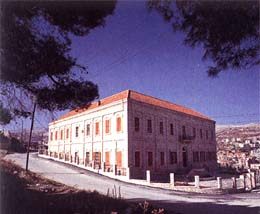
Ancienne prison entre Zahlé et Saadnayel
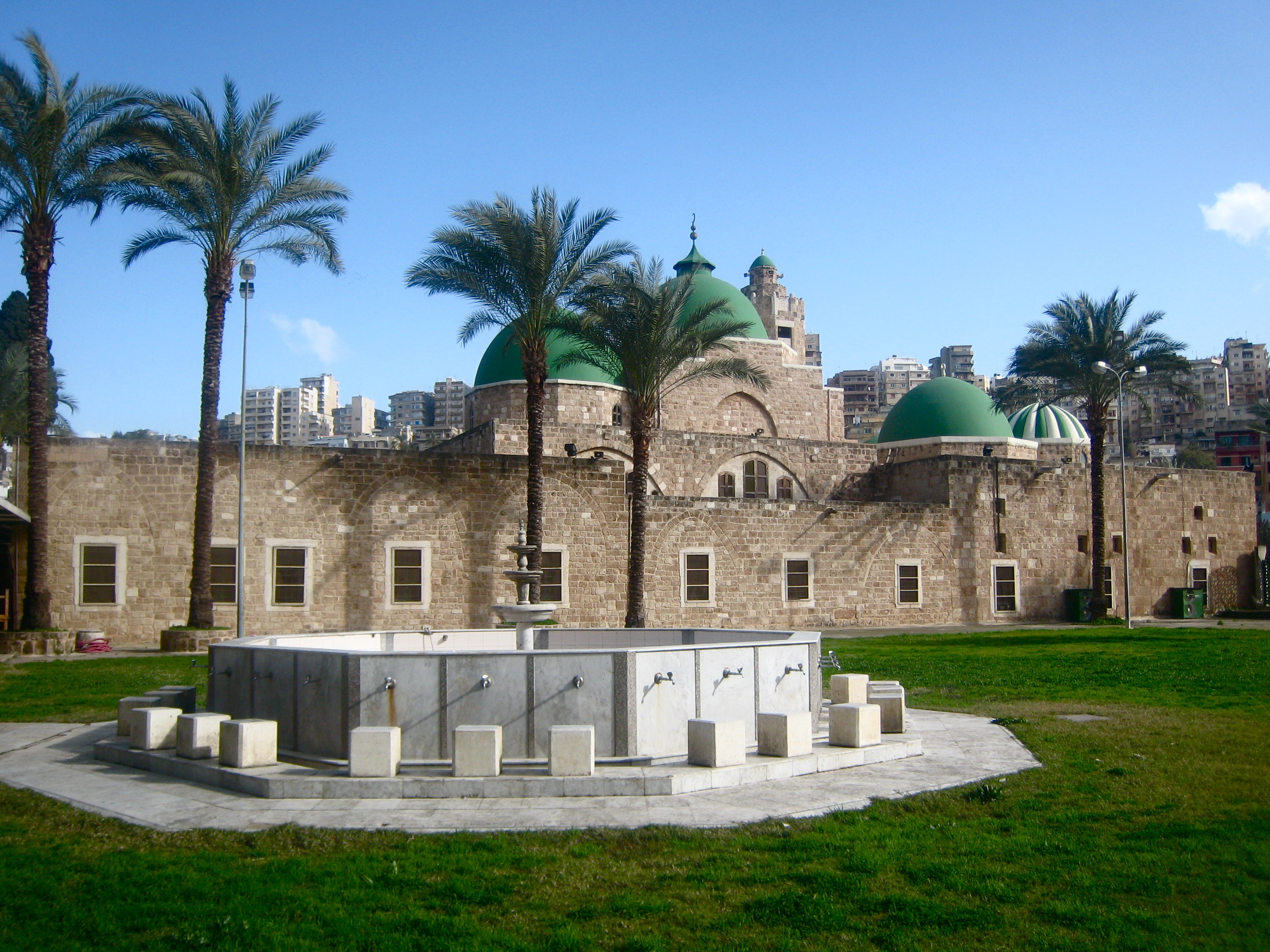
Grande mosquée de Saadnayel